# Montreux-Jeune
Pour les articles homonymes, voir Montreux (homonymie).
Montreux-Jeune est une commune française située dans la circonscription administrative du Haut-Rhin et, depuis le 1er janvier 2021, dans le territoire de la Collectivité européenne d'Alsace, en région Grand Est.
Cette commune se trouve dans la région historique et culturelle d'Alsace.

## Géographie

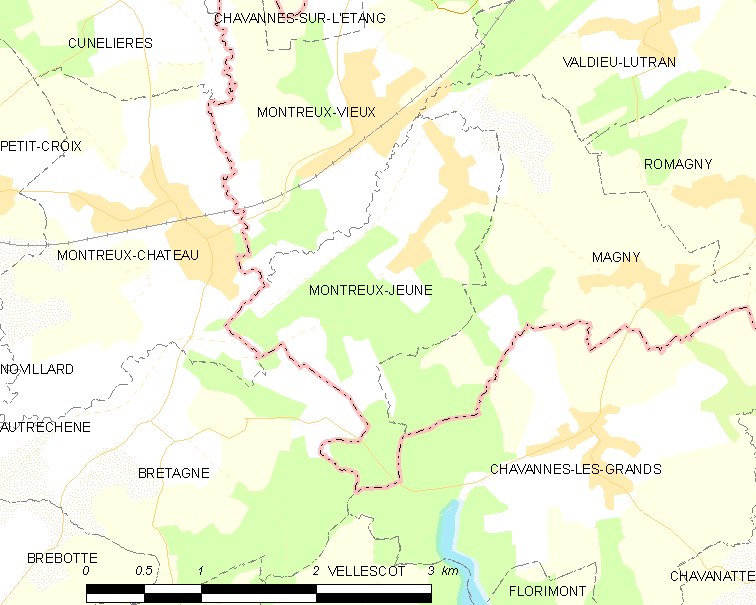
Carte de la commune.

| Montreux-Château Territoire de Belfort | Montreux-Vieux                             |       |
|                                        | Montreux-Jeune                             | Magny |
| Bretagne Territoire de Belfort         | Chavannes-les-Grands Territoire de Belfort |       |

### Hydrographie

#### Réseau hydrographique
La commune est dans le bassin versant de la Saône au sein du bassin Rhône-Méditerranée-Corse. Elle est drainée par le canal du Rhône au Rhin et la Suarcine,.
Le canal du Rhône au Rhin est un canal français qui relie la Saône, affluent navigable du Rhône, au Rhin, par la vallée du Doubs et son prolongement en Haute Alsace jusqu'à Niffer sur le Rhin, un autre prolongement rejoignant Strasbourg par la canalisation de l'Ill. La commune est sur la section qui relie Valdieu-Lutran à Strasbourg. 
La Suarcine, d'une longueur de 20 km, prend sa source dans la commune de Seppois-le-Bas et se jette  dans la Bourbeuse à Montreux-Château, après avoir traversé 13 communes. 

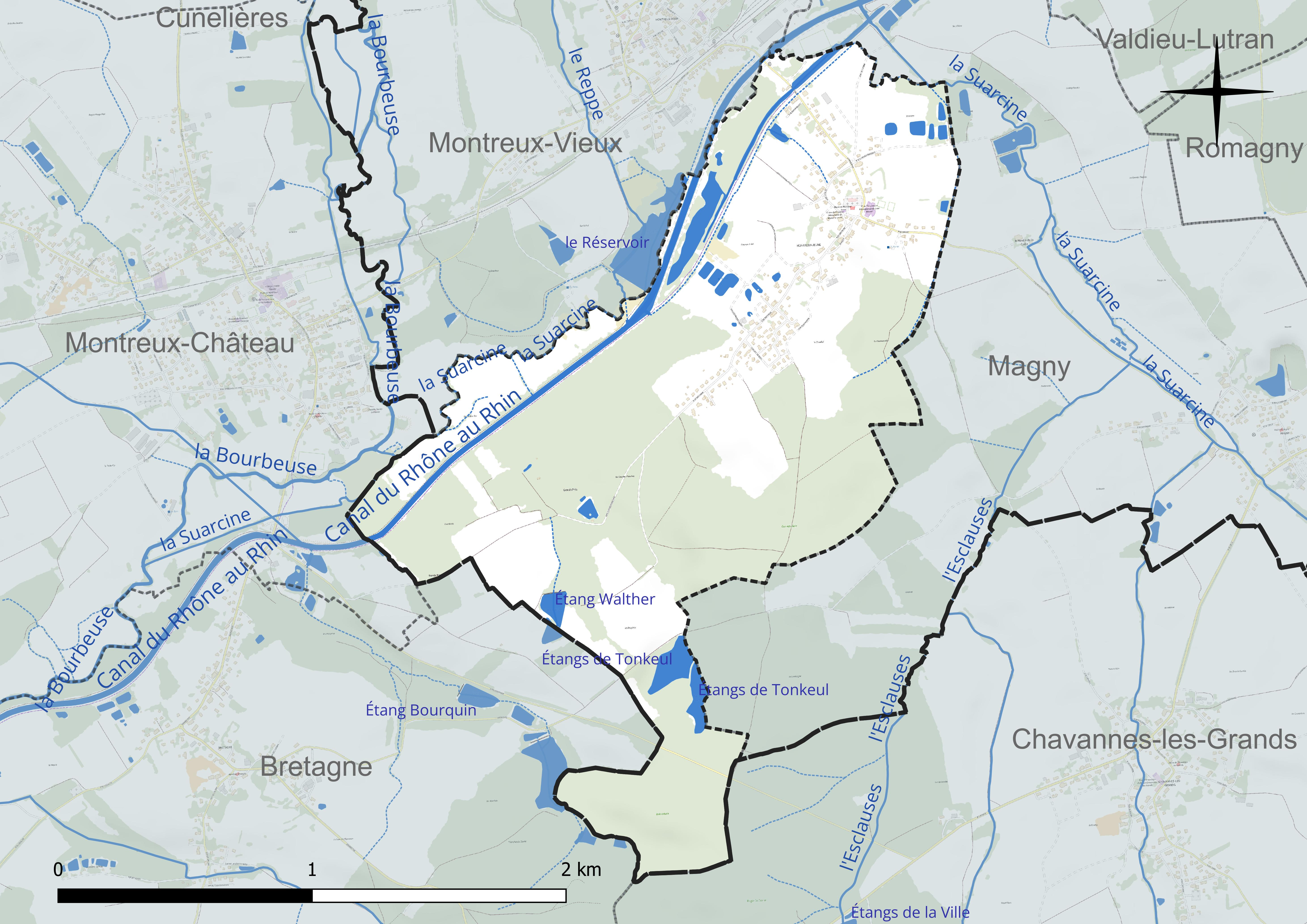
Réseau hydrographique de Montreux-Jeune.

Trois plans d'eau complètent le réseau hydrographique : le Réservoir, d'une superficie totale de 4,8 ha (0,1 ha sur la commune), les étangs de Tonkeul (2 ha) et l'étang Walther, d'une superficie totale de 1,3 ha (1 ha sur la commune),.

#### Gestion et qualité des eaux
Le territoire communal est couvert par le schéma d'aménagement et de gestion des eaux (SAGE) « Largue ». Ce document de planification concerne le bassin versant de la Largue et une zone située à l'ouest du périmètre (la région de Montreux). Ce territoire s'étend sur 385 km2. Le périmètre a été arrêté le 4 mars 1996 et le SAGE proprement dit a été approuvé le 24 septembre 1999 puis révisé le 17 mai 2016. La structure porteuse de l'élaboration et de la mise en œuvre est le Syndicat mixte pour l'aménagement et la renaturation du bassin versant de la Largue et du secteur de Montreux, qui a évolué en Epage le 1er janvier 2018, sous le nom de Epage Largue. 
La qualité des cours d’eau peut être consultée sur un site dédié géré par les agences de l’eau et l’Agence française pour la biodiversité. 

### Climat
Pour des articles plus généraux, voir Climat du Grand Est et Climat du Haut-Rhin.
En 2010, le climat de la commune est de type climat des marges montargnardes, selon une étude du Centre national de la recherche scientifique s'appuyant sur une série de données couvrant la période 1971-2000. En 2020, Météo-France publie une typologie des climats de la France métropolitaine dans laquelle la commune est exposée à un climat semi-continental et est dans la région climatique  Vosges, caractérisée par une pluviométrie très élevée (1 500 à 2 000 mm/an) en toutes saisons et un hiver rude (moins de 1 °C). 
Pour la période 1971-2000, la température annuelle moyenne est de 9,8 °C, avec une amplitude thermique annuelle de 17,6 °C. Le cumul annuel moyen de précipitations est de 978 mm, avec 11,1 jours de précipitations en janvier et 10,2 jours en juillet. Pour la période 1991-2020, la température moyenne annuelle observée sur la station météorologique de Météo-France la plus proche, « Novillard_sapc », sur la commune de Novillard à 5 km à vol d'oiseau, est de 10,7 °C et le cumul annuel moyen de précipitations est de 909,2 mm. 
La température maximale relevée sur cette station est de 38 °C, atteinte le 4 août 2022 ; la température minimale est de −18,1 °C, atteinte le 20 décembre 2009,,. 
Les paramètres climatiques de la commune ont été estimés pour le milieu du siècle (2041-2070) selon différents scénarios d'émission de gaz à effet de serre à partir des nouvelles projections climatiques de référence DRIAS-2020. Ils sont consultables sur un site dédié publié par Météo-France en novembre 2022.

## Urbanisme

### Typologie
Au 1er janvier 2024, Montreux-Jeune est catégorisée commune rurale à habitat dispersé, selon la nouvelle grille communale de densité à sept niveaux définie par l'Insee en 2022.
Elle est située hors unité urbaine et hors attraction des villes,.

### Occupation des sols
L'occupation des sols de la commune, telle qu'elle ressort de la base de données européenne d’occupation biophysique des sols Corine Land Cover (CLC), est marquée par l'importance des forêts et milieux semi-naturels (48 % en 2018), en augmentation par rapport à 1990 (46,3 %). La répartition détaillée en 2018 est la suivante : 
forêts (48 %), prairies (26,3 %), zones urbanisées (10,5 %), zones agricoles hétérogènes (9,6 %), terres arables (5,6 %). L'évolution de l’occupation des sols de la commune et de ses infrastructures peut être observée sur les différentes représentations cartographiques du territoire : la carte de Cassini (XVIIIe siècle), la carte d'état-major (1820-1866) et les cartes ou photos aériennes de l'IGN pour la période actuelle (1950 à aujourd'hui).

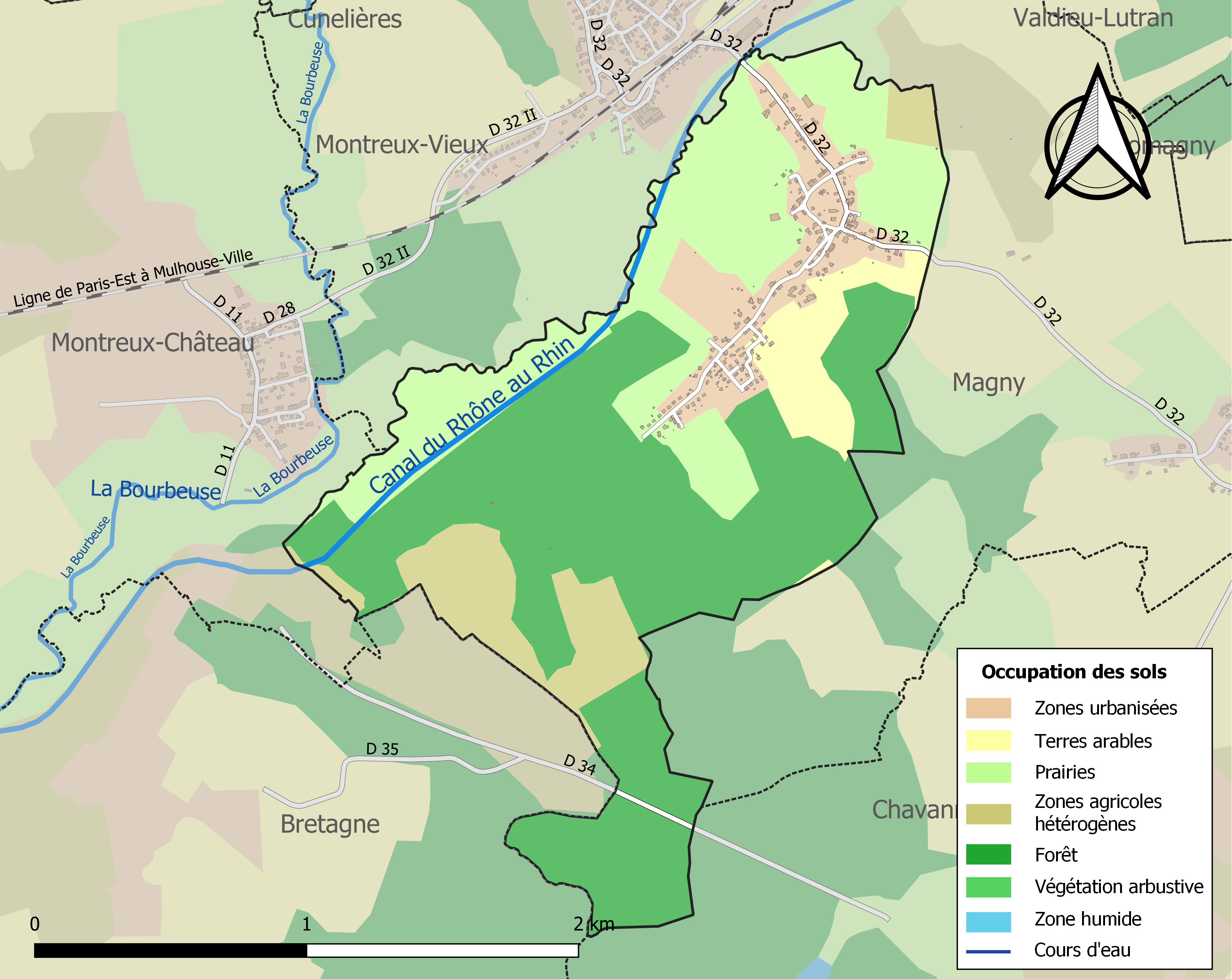
Carte des infrastructures et de l'occupation des sols de la commune en 2018 (CLC).

## Toponymie
- Munstero (1576), Montreux le Jeune (1793).
- En alsacien : Jungmìnschtràl ; en allemand : Jung-Münsterol[18].

## Histoire
Montreux-Jeune a été créé en 1090 sous une abbaye.
Au XVIIe siècle, le chanoine de l'église abbatiale de Grandval, Wolfgang de Staal de Soleure, construisit une cure paroissiale et des granges.

En 1792, cette cure fut vendue comme bien national à Joseph Perronne alors maire de la commune. La maison fut léguée à la commune en 1923. En 1971, le bâtiment fut restauré et en 1986, la mairie intégra le bâtiment.
Au début de la Première Guerre mondiale, des combats s'y sont déroulés 13 août 1914.

### Héraldique
| Blason de Montreux-Jeune | Les armes de Montreux-Jeune se blasonnent ainsi : « Coupé d'argent et de gueules au lion rampant à la queue fourchue, à la bordure engrelée, de l'un dans l'autre. » |

## Démographie
L'évolution du nombre d'habitants est connue à travers les recensements de la population effectués dans la commune depuis 1793. Pour les communes de moins de 10 000 habitants, une enquête de recensement portant sur toute la population est réalisée tous les cinq ans, les populations de référence des années intermédiaires étant quant à elles estimées par interpolation ou extrapolation. Pour la commune, le premier recensement exhaustif entrant dans le cadre du nouveau dispositif a été réalisé en 2006.

En 2022, la commune comptait 368 habitants, en évolution de +0,55 % par rapport à 2016 (Haut-Rhin : +0,66 %, France hors Mayotte : +2,11 %).
| 1793 | 1800 | 1806 | 1821 | 1831 | 1836 | 1841 | 1846 | 1851 |
| ---- | ---- | ---- | ---- | ---- | ---- | ---- | ---- | ---- |
| 118  | 224  | 287  | 253  | 312  | 329  | 301  | 284  | 286  |

| 1856 | 1861 | 1866 | 1871 | 1875 | 1880 | 1885 | 1890 | 1895 |
| ---- | ---- | ---- | ---- | ---- | ---- | ---- | ---- | ---- |
| 279  | 252  | 260  | 225  | 292  | 302  | 288  | 273  | 277  |

| 1900 | 1905 | 1910 | 1921 | 1926 | 1931 | 1936 | 1946 | 1954 |
| ---- | ---- | ---- | ---- | ---- | ---- | ---- | ---- | ---- |
| 268  | 282  | 341  | 261  | 237  | 218  | 203  | 215  | 212  |

| 1962 | 1968 | 1975 | 1982 | 1990 | 1999 | 2006 | 2011 | 2016 |
| ---- | ---- | ---- | ---- | ---- | ---- | ---- | ---- | ---- |
| 198  | 202  | 240  | 260  | 262  | 274  | 320  | 341  | 366  |

| 2021 | 2022 | - | - | - | - | - | - | - |
| ---- | ---- | - | - | - | - | - | - | - |
| 371  | 368  | - | - | - | - | - | - | - |

## Lieux et monuments
- La Maison Péronne, dans laquelle est installée la mairie, est la plus ancienne maison du village.
- Église Saint-Denis.

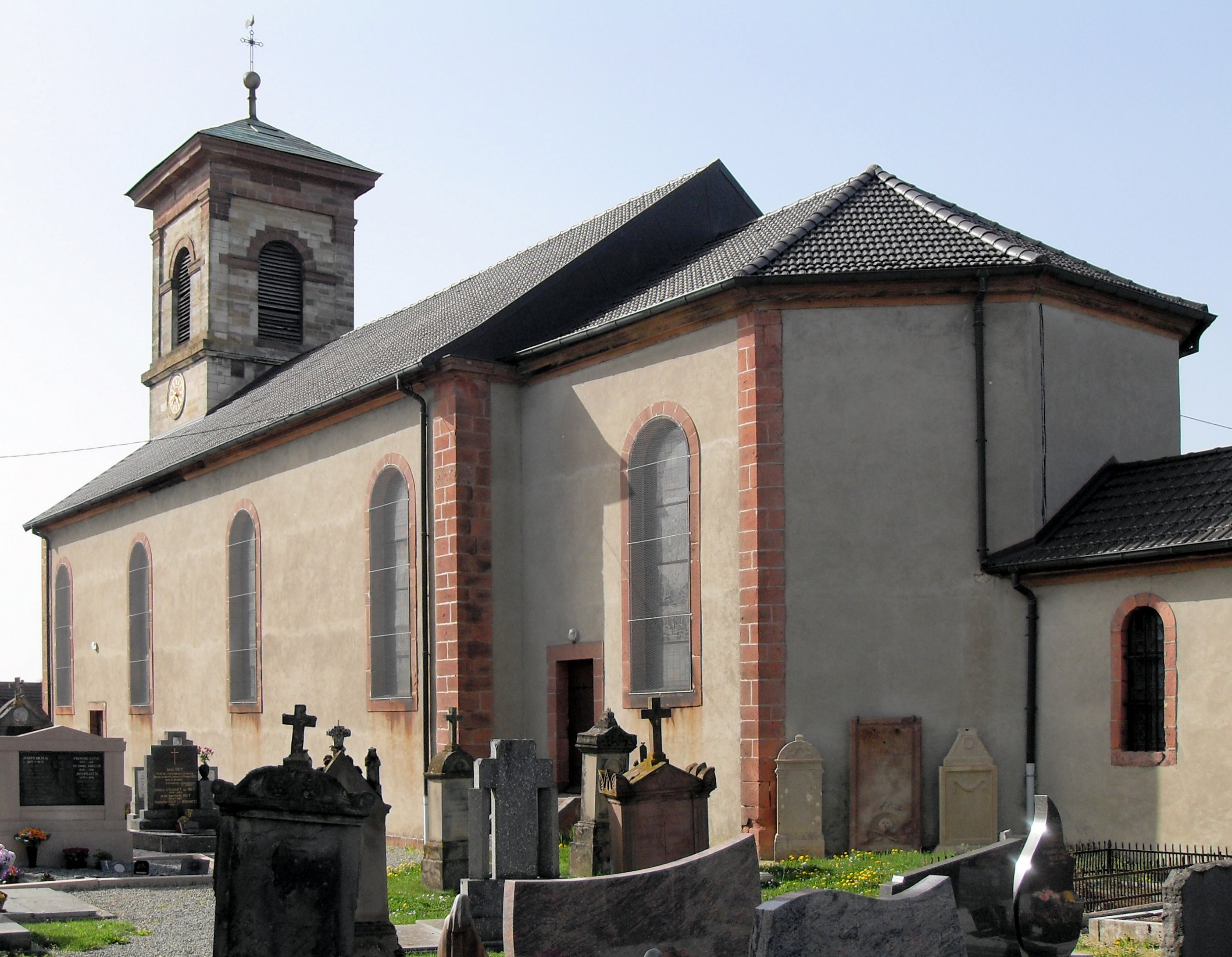
L'église, côté sud-est.
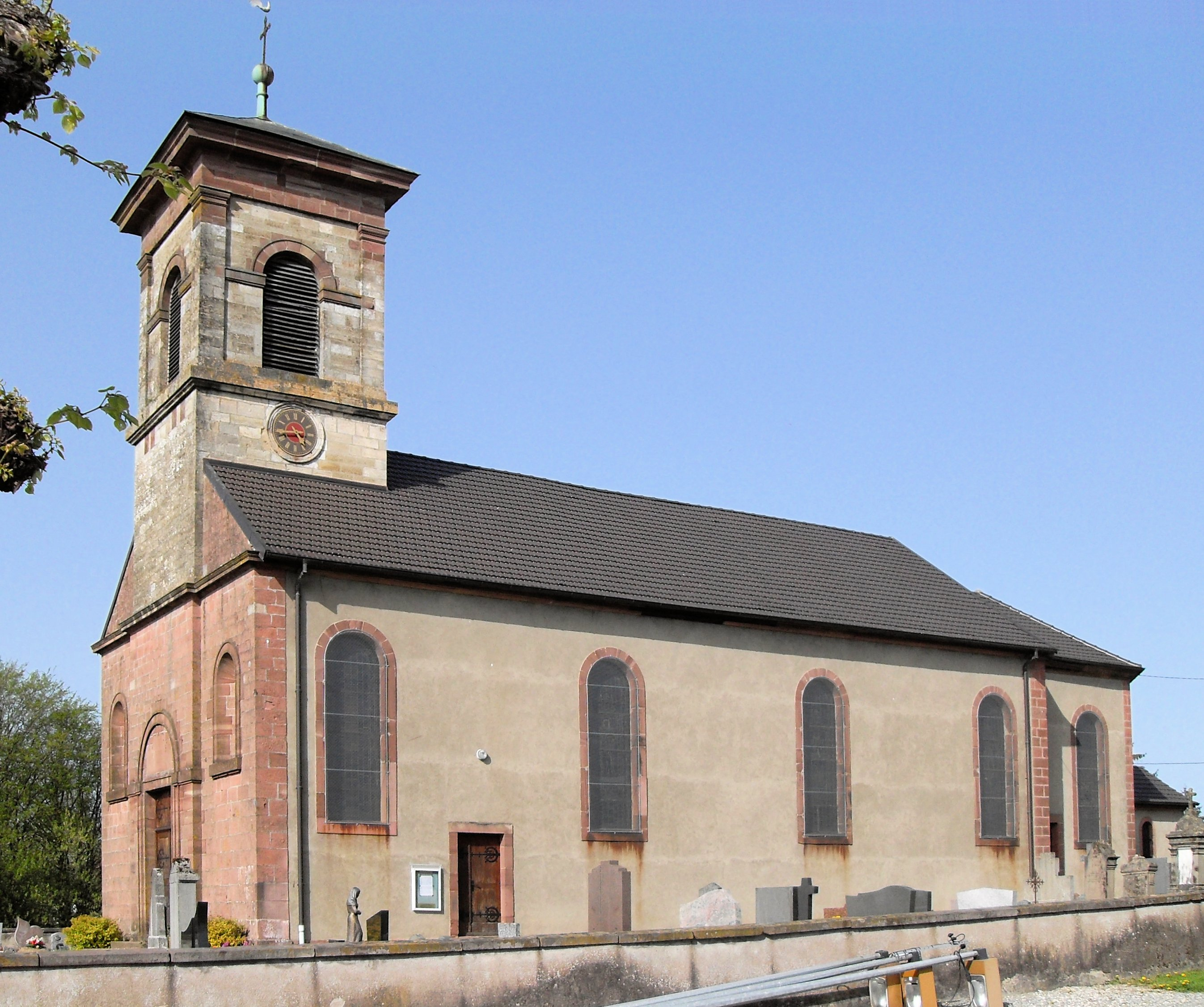
L'église, côté sud-ouest.
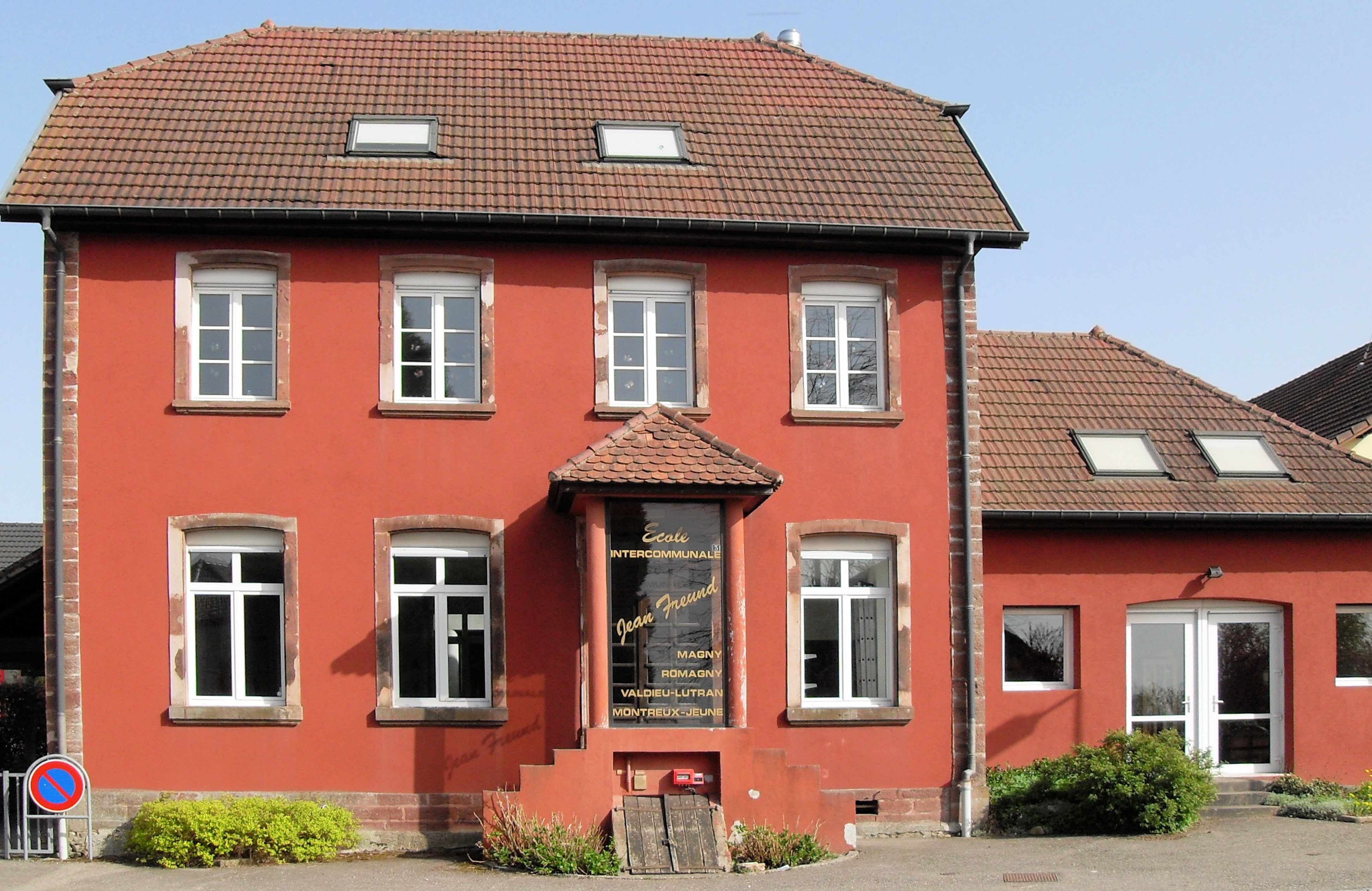
L'école intercommunale.